# Rex Vicat Cole
Pour les articles homonymes, voir Cole.
Rex Vicat Cole né à Kensington (Londres) le 22 février 1870 et mort à Brinkwells (Fittleworth (en)) le 4 février 1940 dans le Sussex est un peintre et illustrateur britannique.

## Biographie
Fils de George Vicat Cole et de Mary Ann Chignell, Rex Vicat Cole fait ses études à Eton College et commence à exposer à Londres dès 1890. Il devient en 1900 membre de la Royal Society of British Artists.
Il expose au Salon des artistes français de 1929 la toile Sur la rivière, approche du crépuscule. 
On lui doit essentiellement des paysages.

Œuvres de Rex Vicat Cole
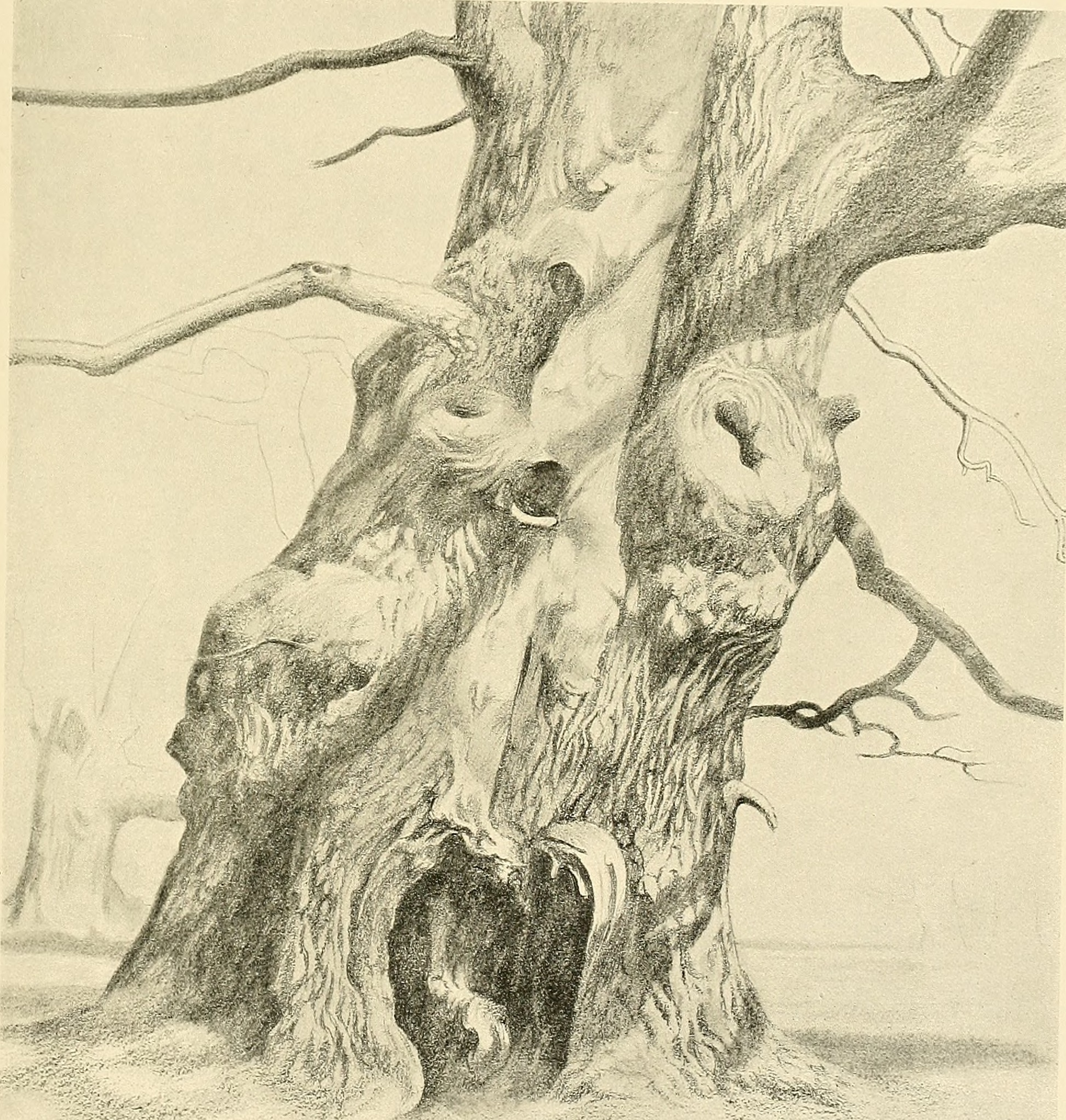
Chêne, illustration pour British trees (1907).
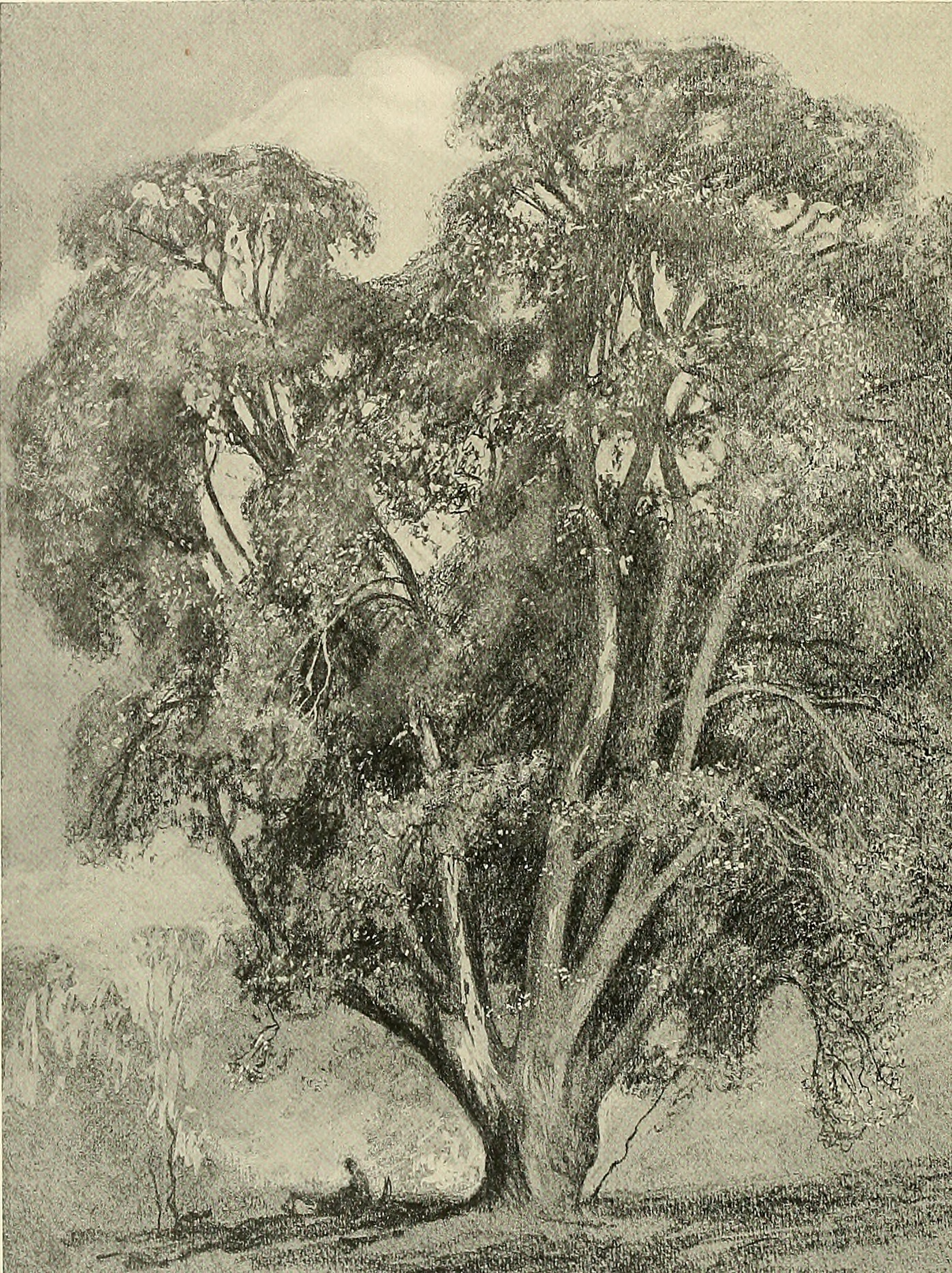
Chêne vert, illustration pour British trees (1907).
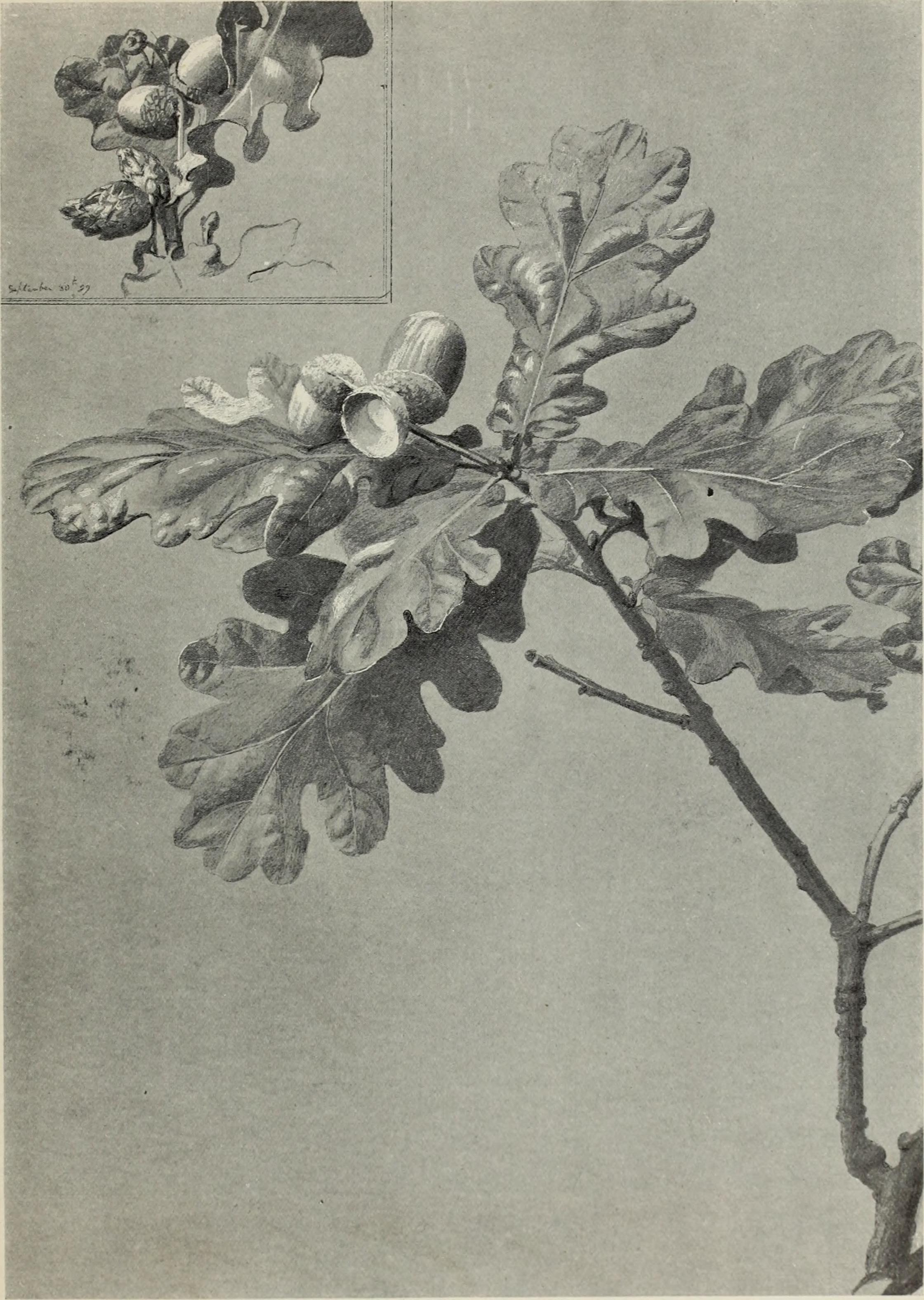
Étude de feuilles et de glands de chêne, illustration pour International Studio an Illustrated Magazine of Fine and Applied Art (1908).
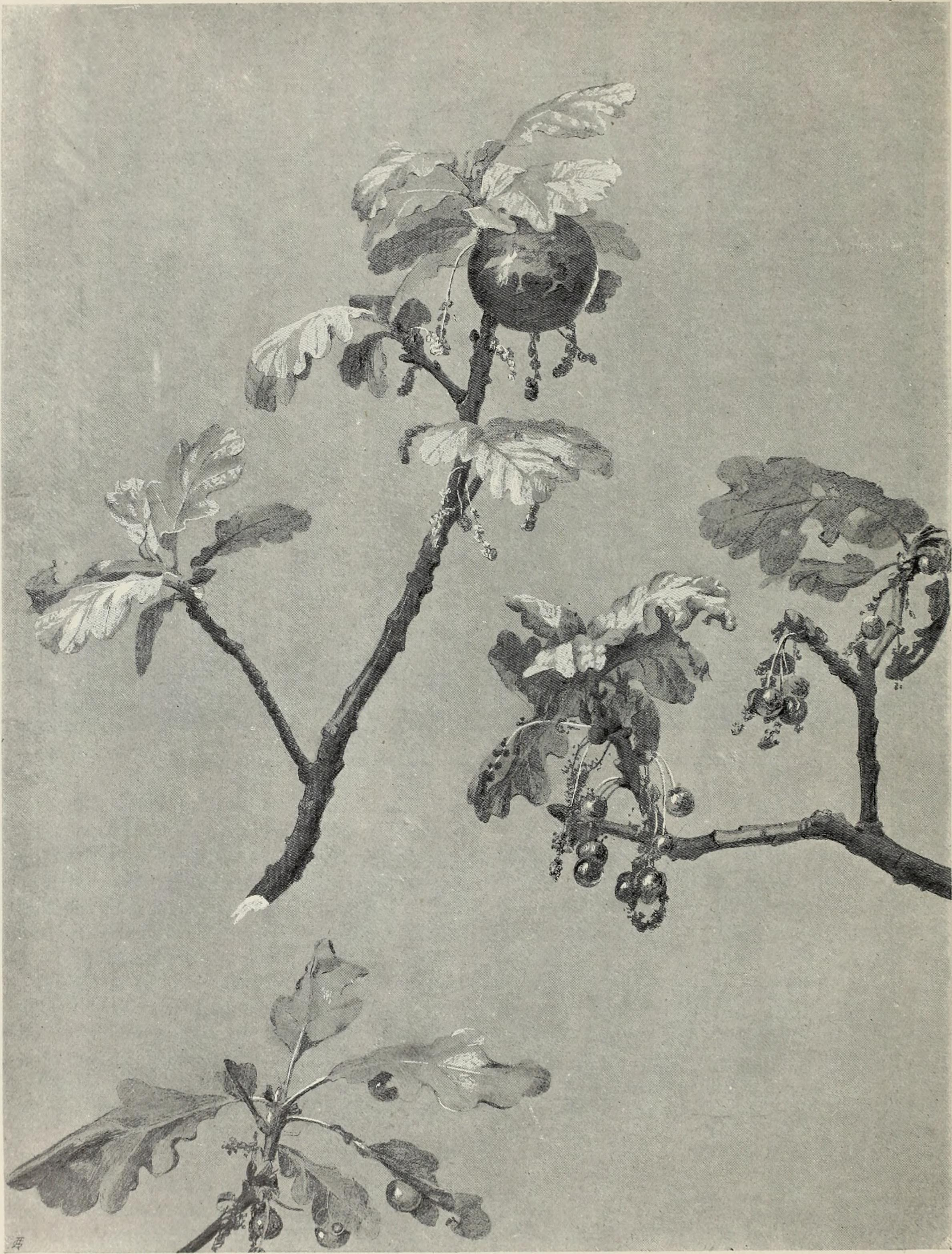
Étude de brindilles de chêne au printemps, illustration pour International Studio an Illustrated Magazine of Fine and Applied Art (1908).